# Municipio de Hines
El municipio de Hines (en inglés: Hines Township) es un municipio ubicado en el condado de Beltrami en el estado estadounidense de Minnesota. En el año 2010 tenía una población de 689 habitantes y una densidad poblacional de 7,57 personas por km².

## Geografía
El municipio de Hines se encuentra ubicado en las coordenadas 47°42′25″N 94°36′52″O / 47.70694, -94.61444. Según la Oficina del Censo de los Estados Unidos, el municipio tiene una superficie total de 91.05 km², de la cual 78,94 km² corresponden a tierra firme y (13,29 %) 12,1 km² es agua.

## Demografía
Según el censo de 2010, había 689 personas residiendo en el municipio de Hines. La densidad de población era de 7,57 hab./km². De los 689 habitantes, el municipio de Hines estaba compuesto por el 95,36 % blancos, el 0,44 % eran afroamericanos, el 1,45 % eran amerindios, el 0,58 % eran asiáticos, el 0,58 % eran isleños del Pacífico y el 1,6 % eran de una mezcla de razas. Del total de la población el 1,16 % eran hispanos o latinos de cualquier raza.